# Fuquay-Varina, North Carolina
Fuquay-Varina, North Carolina (енгл. Fuquay-Varina) град је у америчкој савезној држави Северна Каролина.

## Демографија
По попису из 2010. године број становника је 17.937, што је 10.039 (127,1%) становника више него 2000. године.
| Група             | 2000.         | 2010.          |
| Белци             | 5.239 (66,3%) | 11.920 (66,5%) |
| Афроамериканци    | 1.927 (24,4%) | 3.527 (19,7%)  |
| Азијати           | 38 (0,5%)     | 361 (2,0%)     |
| Хиспаноамериканци | 583 (7,4%)    | 1.738 (9,7%)   |
| Укупно            | 7.898         | 17.937         |